# Atotonilco de Tula
Atotonilco de Tula (del náhuatl: Atotonilco ‘En las aguas termales’) es una localidad mexicana, cabecera del municipio de Atotonilco de Tula en el estado de Hidalgo. Se encuentra conurbada a la zona metropolitana de Tula.

## Geografía
Se encuentra en el Valle del Mezquital, le corresponden las coordenadas geográficas 20°0′43″ de latitud norte y 99°13′18″ de longitud oeste, con una altitud de 2157 m s. n. m. Cuenta con un clima semiseco templado; con un temperatura anual de 17 °C; precipitación pluvial media de 560 milímetros por año con un periodo de lluvias en el mes de mayo a septiembre.
En cuanto a fisiografía, se encuentra dentro de la provincia de la Eje Neovolcánico dentro de la subprovincia de Llanuras y Sierras de Querétaro e Hidalgo; su terreno es de lomerío. En lo que respecta a la hidrografía se encuentra posicionado en la región Panuco, dentro de la cuenca del río Moctezuma, en la subcuenca del río Salado.

## Demografía
De acuerdo con el Censo de Población y Vivienda 2020 del INEGI; la localidad tiene una población de 8822 habitantes, lo que representa el 14.12 % de la población municipal. De los cuales 4288 son hombres y 4534 son mujeres; con una relación de 94.57 hombres por 100 mujeres.
Las personas que hablan alguna lengua indígena, es de 31 personas, alrededor del 0.35 % de la población de la ciudad. En la ciudad hay 516 personas que se consideran afromexicanos o afrodescendientes, alrededor del 5.85 % de la población de la ciudad.
De acuerdo con datos del censo INEGI 2020, unas 7558 declaran practicar la religión católica; unas 665 personas declararon profesar una religión protestante o cristiano evangélico; 4 personas declararon otra religión; y unas 595 personas que declararon no tener religión o no estar adscritas en alguna.
| Gráfica de evolución demográfica de Atotonilco de Tula entre 1900 y 2020                     |
|                                                                                              |
| Población de los censos y conteos del Instituto Nacional de Estadística y Geografía (INEGI). |

## Economía
La localidad tiene un grado de marginación muy bajo y un grado de rezago muy bajo.